# Caroline Siems
Caroline Siems (Berlijn, 9 mei 1999) is een voetbalspeelster uit Duitsland. Ze speelt als verdediger voor Bayer 04 Leverkusen in de Bundesliga.

## Clubcarrière
Caroline Siems begon met voetballen in de Berlijnse wijk Friedenauer TSC. Op elfjarige leeftijd stapte Siems over naar het e-team van FC Viktoria 1889 Berlin. Op haar zestiende kwam Siems in de jeugdopleiding van 1. FFC Turbine Potsdam. In het seizoen 2015/16 kwam ze onder andere uit in de B-junioren Bundesliga.
In de tweede seizoenshelft van het seizoen 2016/17 werd Siems overgeheveld naar het eerste elftal van 1. FFC Turbine Potsdam. Op 23 april 2017 maakte ze in een thuiswedstrijd tegen SC Freiburg haar debuut in de Bundesliga door in te vallen voor Lidija Kuliš. Siems speelde drie jaar in Potsdam, maar door een blessure aan haar knie stond ze lange tijd aan de kant en weigerde ze een contractverlenging.
Siems ging haar eerste buitenlandse avontuur aan door te tekenen bij Engelse Aston Villa WFC. In het seizoen 2020/21 kwam ze 13 keer in actie in de Super League voordat ze weer terugkeerde naar Duitsland.
Voor het seizoen 2012/22 werd Siems gecontracteerd door Bayer 04 Leverkusen. Ze tekende een contract tot medio 2023. Na 24 competitiewedstrijden en vier bekerwedstrijden werd het contract van Siems met nog eens twee jaar verlengd.
Siems tekende op 10 mei 2024, na vier jaar bij Bayer 04 Leverkusen te hebben gespeeld, een contract bij 
competitiegenoot SV Werder Bremen.

## Statistieken
| Seizoen | Club                   | Competitie              | Competitie | Competitie | Beker | Beker | Overig | Overig | Totaal | Totaal |
| Seizoen | Club                   | Competitie              | Wed.       | Dlp.       | Wed.  | Dlp.  | Wed.   | Dlp.   | Wed.   | Dlp.   |
| ------- | ---------------------- | ----------------------- | ---------- | ---------- | ----- | ----- | ------ | ------ | ------ | ------ |
| 2015/16 | 1. FFC Turbine Potsdam | 2de Bundesliga          | 11         | 3          | 0     | 0     | 0      | 0      | 11     | 3      |
| 2016/17 | 1. FFC Turbine Potsdam | 2de Bundesliga          | 11         | 2          | 0     | 0     | 0      | 0      | 11     | 2      |
| 2017/18 | 1. FFC Turbine Potsdam | 2de Bundesliga          | 1          | 0          | 0     | 0     | 0      | 0      | 1      | 0      |
| 2016/17 | 1. FFC Turbine Potsdam | Bundesliga              | 6          | 0          | 0     | 0     | 0      | 0      | 6      | 0      |
| 2017/18 | 1. FFC Turbine Potsdam | Bundesliga              | 7          | 0          | 1     | 0     | 0      | 0      | 8      | 0      |
| 2018/19 | 1. FFC Turbine Potsdam | Bundesliga              | 0          | 0          | 0     | 0     | 0      | 0      | 0      | 0      |
| 2019/20 | 1. FFC Turbine Potsdam | Bundesliga              | 15         | 2          | 2     | 0     | 0      | 0      | 17     | 2      |
| 2020/21 | Aston Villa WFC        | FA Women's Super League | 13         | 0          | 3     | 0     | 0      | 0      | 16     | 0      |
| 2021/22 | Bayer 04 Leverkusen    | Bundesliga              | 15         | 0          | 3     | 0     | 0      | 0      | 18     | 0      |
| 2022/23 | Bayer 04 Leverkusen    | Bundesliga              | 9          | 3          | 1     | 0     | 0      | 0      | 10     | 3      |
| 2023/24 | Bayer 04 Leverkusen    | Bundesliga              | 12         | 0          | 0     | 0     | 0      | 0      | 12     | 0      |
| 2024/25 | SV Werder Bremen       | Bundesliga              | 0          | 0          | 0     | 0     | 0      | 0      | 0      | 0      |
| Totaal  | Totaal                 | Totaal                  | 100        | 10         | 10    | 0     | 0      | 0      | 110    | 10     |

Bijgewerkt t/m 27 april 2024.

## Interlandcarrière
Caroline Siems won met Duitsland onder 17 door de leeftijdsgenoten van Spanje na penalty's verslaan. Op 5 maart 2017 maakte ze haar debuut voor Duitsland onder 19 in een vriendschappelijke wedstrijd tegen de Verenigde Staten. Ook kwam Siems uit voor Duitsland onder 20. Op 18 oktober 2017 speelde Siems haar laatste jeugdinterland.
1 Voll ·
2 Ostermeier ·
3 Friedrich ·
4 Bragstad ·
5 Levels ·
6 Piljić ·
7 Kramer ·
8 Bartz ·
9 Kehrer ·
10 Hansen ·
11 Kögel ·
12 Mickenhagen ·
13 Haim ·
14 Bragstad ·
16 Zdebel ·
17 Jorde ·
18 Vilhjálmsdóttir ·
19 Bender ·
20 Gonzalez ·
21 Marin ·
23 Bodoy ·
24 Turányi ·
27 Repohl ·
28 Menglu ·
27 Daedelow ·
34 Moll ·
56 Vidal ·
Coach: Pätzold